# Carlton Skinner
Pour les articles homonymes, voir Skinner.
Carlton Skinner, né le 8 avril 1913 à Palo Alto en Californie et mort le 22 juin 2004 à Boston au Massachusetts, est un homme politique américain. Membre du Parti démocrate, il est le 1er gouverneur désigné de Guam du 17 septembre 1949 au 22 avril 1953.

## Biographie
Skinner, originaire de Palo Alto en Californie , a fréquenté la Tilton School , une école préparatoire à l'université indépendante située à Tilton dans le New Hampshire. Il a obtenu son diplôme de Tilton en 1930. Skinner a ensuite fréquenté la Wesleyan University, où il était membre de la fraternité qui devint plus tard un chapitre de la Kappa Alpha Society, puis transféré à l' université de Californie à Los Angeles . Avant la Seconde Guerre mondiale , il était correspondant à United Press International et au Wall Street Journal . De 1947 à 1949, il a exercé les fonctions de directeur des relations publiques puis d’assistant spécial auprès duSecrétaire de l'intérieur des États-Unis.
Lorsque le Département de l'intérieur a commencé à superviser Guam, Skinner était un agent des relations publiques pour le Département. Après que le département l'ait choisi et que le département de la Marine ait cédé le contrôle, Truman a nommé Carlton Skinner gouverneur de Guam le 17 septembre 1949. En tant que gouverneur, Skinner a fondé la première université de Guam à l' université de Guam. Il a également écrit la Constitution de Guam , qui est toujours utilisée de nos jours.

## Voir Aussi
- Liste des gouverneurs de Guam